# Fòrum Democràtic del Sudan del Sud
Fòrum Democràtic del Sudan del Sud (South Sudan Democratic Forum, SSDF fou un partit polític del Sudan del Sud fundat el 29 de setembre del 2001 a Londres per exiliats sudanesos entre els quals Joseph Lagu i Bona Malwal i al que es van adherir després diversos petits partits polítics o faccions d'aquests que no volien entrar al SPLM però tampoc quedar exclosos: el Fòrum Cívic del Sudan del Sud (South Sudan Civic Forum), el Front Unit Democràtic de Salvació (United Democratic Salvation Front UDSF), el SPLM/SPLA-United, Partit del Referèndum del Sudan del Sud (Southern Sudan Referendum Party), el Construint el Consens del Sudan del Sud (Southern Sudan Consensus Building), el Moviment d'Alliberament del Sudan del Sud (South Sudan Liberation Movement SSLM) i el seu braç militar l'Exèrcit d'Alliberament del Sudan del Sud (South Sudan Liberation Army SSLA), Acció de Pau per Sudan i l'Àfrica (Peace Action for Sudan and Africa PAFSA), Grup de Dones del Sudan del Sud al Regne Unit (South Sudan Women Group in UK), i algunes personalitats.
Es reclamava basat en el Front del Sud i en la Unió Nacional Africana del Sudan. El president fou Martin Elia Lomuro, exiliat des de 1989. Tot i que oposat al SPLM va donar suport a les converses d'aquest amb el govern que van portar a l'Acord de Pau Complet de gener del 2005 a Nairobi. En el govern del Sudan del Sud que es va formar seguidament, Martin Elia fou ministre d'Agricultura i més tard ministre d'Afers Parlamentaris; fou nomenat conseller presidencial del govern de coalició de Khartum (2006-2011) i va seguir mantenint una actitud crítica amb el SPLM. El 2009 Martin Elia va ser reelegit president. En el referèndum del gener del 2011 va demanar el "si". El 2 de desembre del 2011 va patir una escissió i un grup dirigit per Micheal Wol Lawl i Mario Arang Awet es va separar i va formar el SSDF-Main Stream (Fòrum Democràtic del Sudan del Sud-Corrent principal) amb Wal Duany com a president i Awet com a secretari general.